# Суперкубок імені Івана Вишневського Тернопільської області з футболу
Суперкубок Тернопільської области з футболу імені Івана Вишневського — символічний щорічний турнір, який проводиться під егідою Тернопільської обласної федерації з футболу. Завершує попередній обласний футбольний сезон. Названий на честь відомого футболіста — уродженця Тернопільщини Івана Вишневського.

## Володарі та фіналісти Суперкубка імені Івана Вишневського
- 2006, «Колос» Бучач, «Бровар» Микулинці, матч відбувся у Теребовлі влітку 2007 року, переможця виявила серія післяматчевих пенальті[джерело?]
- 2014 - «Нива» Теребовля[1]
- 2016 - «Нива» Теребовля[1]. Срібний призер - «Нива» Бережани
- 2020 - «Плотича»[2]. Срібний призер - «Поділля».